# Scopula attributa
Scopula attributa är en fjärilsart som beskrevs av Walker 1861. Scopula attributa ingår i släktet Scopula och familjen mätare. Inga underarter finns listade.